# La spia - A Most Wanted Man
La spia - A Most Wanted Man (A Most Wanted Man) è un film del 2014 diretto da Anton Corbijn, tratto dal romanzo Yssa il buono di John le Carré.

## Trama
Issa Karpov, rifugiato politico ceceno sopravvissuto a torture da parte dei servizi di sicurezza russi, entra illegalmente ad Amburgo, in Germania. Günther Bachmann è a capo di una squadra segreta del governo tedesco, incaricata di reclutare informatori locali con legami con organizzazioni terroristiche islamiche. Bachmann, uomo trasandato e disilluso, è affiancato dalla sua efficiente collaboratrice Irna Frey. La squadra viene a conoscenza della presenza di Karpov e dei suoi presunti legami con terroristi ceceni. Parallelamente, il team di Bachmann monitora anche le attività del dottor Abdullah, un rispettato filantropo musulmano, sospettato di destinare una piccola parte dei suoi fondi leciti ad al Qaida. Tuttavia, mancano prove concrete per incriminarlo.
Le indagini attirano l’attenzione sia del funzionario tedesco Mohr sia dell’addetta diplomatica americana Martha Sullivan. A differenza di Mohr e Sullivan, che appaiono interessati principalmente alla cattura immediata dei sospetti, Bachmann preferisce osservare i potenziali criminali, trasformarli in informatori e risalire progressivamente la catena gerarchica, cercando al contempo di proteggere gli innocenti coinvolti inconsapevolmente. Sebbene abbia subito un grave fallimento in passato, Bachmann si dimostra un operatore esperto, profondo conoscitore del terrorismo islamico, e diffida sia dei politici che dei servizi segreti statunitensi.
Karpov si mette in contatto con l’avvocata per l’immigrazione Annabel Richter, che lo collega a Tommy Brue, un ricco banchiere il cui padre, anni prima, aveva reso un favore al padre di Karpov, affiliato alla mafia russa. Karpov mostra a Brue una lettera e la chiave di una cassetta di sicurezza: scopre così di essere il legittimo erede di un conto multimilionario presso la banca di Brue, frutto di attività di riciclaggio. Identificandosi con la sua eredità cecena e musulmana, Karpov rifiuta il denaro, che considera moralmente contaminato.
Il team di Bachmann riesce a convincere Brue e Richter a collaborare. Su richiesta di Bachmann, Richter persuade Karpov a donare i fondi all’organizzazione del dottor Abdullah, nella speranza che quest’ultimo ne dirotti una parte verso una compagnia di navigazione utilizzata come copertura da al Qaida. L’obiettivo è raccogliere prove per poi tentare di trasformare Abdullah in un informatore, e risalire così a figure di spicco nella rete terroristica. Il piano riceve l’approvazione del ministro degli interni e il sostegno apparente di Sullivan. Bachmann riesce anche ad assicurare asilo politico per Karpov, riconosciuto come innocente.
Durante il trasferimento dei fondi presso la banca di Brue, Abdullah effettivamente invia parte del denaro alla compagnia sospetta. Travestito da tassista, Bachmann si prepara a prelevare Abdullah, con l’intento di avvicinarlo e reclutarlo senza sconvolgerne la vita familiare. Tuttavia, poco prima che possa allontanarsi, l’operazione viene bruscamente interrotta: agenti agli ordini di Mohr e Sullivan irrompono sulla scena, arrestano sia Abdullah che Karpov e li portano via. Bachmann, furioso, urla impotente mentre Frey, Richter e Brue assistono scioccati alla scena. Bachmann si allontana in auto, visibilmente sconfitto, ma mantenendo intatta la sua determinazione disillusa.

## Distribuzione
Il film è stato presentato il 19 gennaio 2014 al Sundance Film Festival. Nelle sale statunitensi è uscito il 25 luglio, mentre in quelle italiane il 30 ottobre.

## Promozione
Il 21 gennaio 2014 è stata pubblicata una clip del film con Philip Seymour Hoffman (morto pochi giorni dopo, il 2 febbraio 2014) e Rachel McAdams. Il primo trailer è stato pubblicato online l'11 aprile.